# La Patrouille égarée
Pour plus de détails, voir Fiche technique et Distribution.
La Patrouille égarée (titre original :The Long and the Short and the Tall) est un film britannique de Leslie Norman sorti en 1961.

## Synopsis
En 1942, un groupe de soldats britanniques effectuent des enregistrements de divers sons dans la jungle dans le but de tromper l'ennemi. Pensant regagner leur base, les trois compères réalisent qu'ils s'éloignent de la portée radio et qu'ils émettent sur une émission japonaise...

## Fiche technique
- Titre original : The Long and the Short and the Tall (connu aussi sous le titre Jungle Fighters)
- Réalisation : Leslie Norman
- Scénario : Wolf Mankowitz et Willis Hall (dialogues additionnels) d'après sa pièce du même nom
- Directeur de la photographie : Erwin Hillier
- Montage : Gordon Stone
- Musique : Stanley Black (non crédité)
- Décors : Terence Verity
- Production : Michael Balcon
- Genre : Film de guerre
- Pays :  Royaume-Uni
- Durée : 110 minutes (1 h 50)
- Date de sortie :
  -  Royaume-Uni : 16 février 1961 (première à Londres), 17 février 1961
  -  France : 6 juillet 1962
- Affiche : Boris Grinsson (France)

## Distribution
- Richard Todd (VF : Marc Cassot) : Sgt. « Mitch » Mitchem
- Laurence Harvey (VF : Jean-Claude Michel) : Sgt. « Bammo » Bamforth
- Richard Harris (VF : Jacques Deschamps) : Cpl. Johnstone (Johnson en VF)
- Ronald Fraser (VF : Jacques Dynam) : Cpl. « Mac » Macleish
- David McCallum (VF : Michel Roux) : Pvt. « Sammy » Whitaker
- John Meillon (VF : William Sabatier) : Pvt. « Smudger » (« Smitty » en VF) Smith
- John Rees (VF : Pierre Leproux) : Pvt. « Taff / Taffy » Evans